# تشاد بينينغتون
تشاد بينينغتون (بالإنجليزية: Chad Pennington)‏ هو لاعب كرة قدم أمريكية أمريكي، ولد في 26 يونيو 1976 في نوكسفيل في الولايات المتحدة.

## وصلات خارجية
- تشاد بينينغتون على موقع مرجع كرة القدم المحترفة.كوم (الإنجليزية)
- تشاد بينينغتون على موقع كلية كرة القدم في سبورتس رفرنس.كوم (الإنجليزية)
- تشاد بينينغتون على موقع إن إن دي بي (الإنجليزية)